# Marquese Scott
Pour les articles homonymes, voir Scott.
Marquese Scott (né le 5 novembre 1981), également connu sous le nom de NonStop, est un danseur américain spécialisé en popping. En plus de ses performances lors de spectacles, il se produit à la télévision dans des émissions telles The Ellen DeGeneres Show ainsi que dans des publicités. En 2019, sa chaîne YouTube WHZGUD2 cumule plusieurs centaines de millions de visionnement et dépasse les deux millions d'abonnés. Parmi ses œuvres notables, on compte Pumped Up Kicks, Set Fire to the Rain, Time Control, Wake Me Up, Fresh et Hanging On. D'après CuriosityHuman, Scott est l'un des danseurs de rue les plus connus.
Marquese est le cofondateur de Shut Up And Dance, un événement de danse se déroulant à Atlanta. Il a tourné plusieurs vidéos à travers le monde dans des pays tels que Singapour, l'Allemagne, la France, le Japon, les Émirats arabes unis, l'Espagne et la Chine. Sous contrat avec XCel Talent Agency, il est membre de la troupe Dragon House.

## Biographie
Scott a habité Inglewood (Californie). Intéressé par la danse lors d'un concours à un skatepark près de chez lui, il s'y met sérieusement lors de ses études secondaires à la North Central High school d'Indianapolis. Après ses études, il intègre l'armée,.
Après avoir servi dans la Navy, Scott déménage à Atlanta pour y rejoindre sa famille. Il y développe son talent et y apprend les bases de ce qui deviendra son style. Il commence également à mettre en ligne des vidéos de ses œuvres,. Alors qu'il est à l'emploi d'un magasin Walmart, il participe à So You Think You Can Dance et America's Got Talent avec son groupe Remote Kontrol.
Scott gagne en visibilité et exerce une influence de plus en plus grande dans le milieu. Sa cinquante-troisième vidéo mise en ligne, une performance réalisée en 2011 sur un remix de Pumped Up Kicks réalisé par Butch Clancy, obtient un certain succès, atteignant les 1,5 million de vues en 4 jours et dépassant les cinq millions en une semaine. Après le succès viral de cette vidéo, Scott fait des apparitions au The Ellen DeGeneres Show à deux reprises.

## Style
Scott danse sur du dubstep. Son style mélange des éléments de waving, gliding, tutting et popping. Bien que ses mouvements semblent parfois irréels, ses vidéos ne sont pas retouchées, se déroulent en temps réel et ne sont pas chorégraphiées,.
Scott prend également le temps de bien choisir les lieux de ses productions. Il est reconnu pour choisir minutieusement sa mise en scène,.